# La Daronne
La Daronne je francouzský hraný film z roku 2020, který režíroval Jean-Paul Salomé podle stejnojmenného románu spisovatelky Hannelore Cayre. Tento román byl oceněn v roce 2017 Evropskou cenou za thriller a hlavní cenou za detektivní literaturu.

## Děj
Patience Portefeux žije v Paříži. Ve svých padesáti letech pracuje jako arabsko-francouzská překladatelka na volné noze pro ministerstvo spravedlnosti. V průběhu let se specializovala na přepis poslechů pro policii. Má také vztah s Philippem, velitelem policejní brigády, pro kterou překládá. Jako vdova se stará o svou nemocnou matku, které musí platit ubytování v domě s pečovatelskou službou, což se ukazuje jako dost drahé.
Jednoho dne zjistí, že Khadija, pečovatelka, která se o její matku stará, je také matkou řidiče, jehož odposlechy pravidelně překládá policii. Když protidrogová jednotka zorganizuje operaci, která má chytit obchodníka s hašišem při činu, varuje pečovatelku. Dealer a jeho komplic jsou zatčeni těsně poté, co drogy odhodili. Patience poté vezme celou zásilku, uloží ji do sklepa a rozhodne se drogy prodat.
Její výdělky jí umožňují splatit dluhy a usnadnit konec života své matky, která nakonec v domově zemře. Philippe a jeho brigáda jsou jí na stopě. Na záznamech kamerového systému Philippe zjistí, že žena vypadá podobně jako jeho přítelkyně, ale dál ve svých podezřeních nepokračuje.
Po smrti své matky se Patience rozhodne, že si vydělala dost peněz, a přeruší svou trestnou činnost.

## Obsazení
| Isabelle Huppertová | Patience Portefeux            |
| Hippolyte Girardot  | Philippe                      |
| Farida Ouchani      | Khadidja, Afidova matka       |
| Liliane Rovère      | matka Patience                |
| Rachid Guellaz      | Scotch                        |
| Mourad Boudaoud     | Chocapic                      |
| Iris Bry            | Hortense Portefeux            |
| Jade Nadja Nguyen   | Colette Fo                    |
| Rebecca Marder      | Gabrielle Portefeux           |
| Abbes Zahmani       | Mohamed                       |
| Yann Sundberg       | Fredo                         |
| Léonore Confino     | ředitelka pečovatelského domu |
| Salah Maouassa      | Reda                          |

## Ocenění
- Cena Jacquese Deraye
- César: nominace v kategorii nejlepší adaptace (Hannelore Cayre a Jean-Paul Salomé)